# Muchinda
Muchinda è un ward dello Zambia, parte della Provincia Centrale e del Distretto di Serenje.